# ۷ آیریس
سیارک ۷ (به انگلیسی: 7 Iris) هفتمین سیارک کشف شده‌است که در ۱۳ اوت ۱۸۴۷ و در لندن کشف شد.
قدر مطلق سیارک برابر ۵٫۵۱ است.